# التكلفة التصنيعية
التكلفة التصنيعية هي التكلفة المنسوبة إلى وحدة الإنتاج، وتكون إما مباشرة أو غير مباشرة. يتم حساب التكلفة التصنيعية عن طريق تقسيم التكلفة الكلية إلى أجزاء، ثم يتم حساب تكلفة كل منهم على حدة بعد إيجاد العلاقة بين تكلفة الإنتاج الكاملة وعوامل تكلفة الإنتاج مثل حجم الإنتاج واليد العاملة وعدد العمال... الخ. تندرج تحت مسمى التكلفة التصنيعية ثلاث فئات هم تكلفة العمالة المباشرة والتكلفة المادية المباشرة وهاتين الفئتين يمكن بسهولة معرفة علاقتهم بالمنتج أما الفئة الثالثة فهي تكلفة النفقات العامة وهي ما تبقى من التكلفة مما لا يدخل في ما سبق كإيجار الأرض، وفواتير الكهرباء.
تقسم التكلفة التصنيعية إلى قسمين: تكلفة ثابتة وتكلفة متغيرة التكلفة المتغيرة تتغير مع تغير مستويات العوامل إما التكلفة الثابتة فلا تتغير.
التكلفة الكاملة = التكلفة الثابتة + التكلفة المتغيرة + مستويات العوامل
توجد ثلاث أساليب لحساب العلاقة بين التكلفة والعوامل:
1. الأسلوب الهندسي.
2. الأسلوب المحاسبي.
3. الأسلوب الإحصائي.

## الأسلوب الهندسي
الأسلوب الهندسي يعتمد على القياسات والتسعير للعملية المتطلبة في العمل. هذا الأسلوب يتطلب تقسيماً دقيقاً للعمل إلى عمليات صغيره وحساب التكلفة لكل عملية. فمثلا؛ عملية تركيب حاسوب محمول يمكن تقسيمها إلى ثلاث مراحل:
1. تركيب أجزاء المنتج.
2. تركيب نظام التشغيل.
3. التغليف.

ثم تقسم كل مرحلة إلى عمليات اصغر. فمثلا؛ عملية التركيب في المثال السابق تتطلب عمليات يدوية بسيطة وطاولة التركيب وتدريب العامل... الخ. ثم يتم حساب تكلفة هذه العمليات الصغيرة كل على حدة.
الأسلوب الهندسي يفضي دائما إلى ارقام مبالغ بها فالتكلفة المحسوبة تكون عادة أقل من ماهي على الواقع.

## الأسلوب المحاسبي
الأسلوب المحاسبي يعتمد على مراجعة كل تكلفة محسوبة وتحسين التكلفة ويعرف التكلفة على أنها ثابتة أو متغيرة. يتم في الأسلوب الحسابي تقسيم العمل إلى أجزاء وحساب التكلفة الثابتة والمتغيرة لكل منهم، ثم يتم تقسيم مجموع التكلفة المتغيرة على عدد الساعات وتجمع مع التكلفة الثابتة من دون تغيير
الأسلوب المحاسبي ينتهج الذاتية، لهذا يعتبر غير موثوق.

## الأسلوب الإحصائي
لا يعتمد الأسلوب الإحصائي على الذاتية في الحسابات ويعتبر أكثر ثقة وواقعية، يعتمد على البيانات السابقة ولا يعتمد على الأحداث العشوائية إنما فقط الأحداث الصحيحة
الأسلوب الحسابي يتبع هذه الخطوات:
1. جمع البيانات السابقة
2. رسم خط ملائم لهذه البيانات
3. اختبار العلاقة الخطية